# Đội tuyển bóng đá nữ quốc gia Trung Quốc
Đội tuyển bóng đá nữ quốc gia Trung Quốc (tiếng Trung: 中国国家女子足球队; bính âm: Zhōngguó guójiā nǚzǐ zúqiú duì) là đội tuyển bóng đá nữ đại diện cho Cộng hoà Nhân dân Trung Hoa tại các giải đấu bóng đá nữ quốc tế dưới sự quản lý của Hiệp hôi bóng đá Trung Quốc (CFA) .
Là một trong 5 đội tuyển mạnh vượt trội ở châu Á (cùng Nhật Bản, Hàn Quốc, Bắc Triều Tiên, Úc), đội tuyển bóng đá nữ Trung Quốc đã giành huy chương bạc tại Thế vận hội Mùa hè 1996 và Giải vô địch bóng đá nữ thế giới 1999. Đội cũng đã có 9 lần vô địch tại Cúp bóng đá nữ châu Á (giữ kỷ lục) và 3 lần giành Huy chương vàng tại Asian Games.

## Cầu thủ
Đội hình 23 cầu thủ dự World Cup nữ 2019. Số trận đấu tính tới ngày 25 tháng 6 năm 2019 sau trận gặp Ý.
| Số | VT | Cầu thủ       | Ngày sinh (tuổi)            | Trận | Bàn | Câu lạc bộ                |
| -- | -- | ------------- | --------------------------- | ---- | --- | ------------------------- |
| 1  | TM | Từ Hoan       | 6 tháng 3, 1999 (20 tuổi)   | 1    | 0   | Beijing Phoenix           |
| 2  | HV | Lưu San San   | 16 tháng 3, 1992 (27 tuổi)  | 114  | 1   | Beijing Phoenix           |
| 3  | HV | Lâm Vũ Bình   | 28 tháng 2, 1992 (27 tuổi)  | 17   | 0   | Wuhan Jianghan University |
| 4  | TV | Lỗ Gia Tuệ    | 26 tháng 5, 1991 (28 tuổi)  | 114  | 4   | Henan Huishang            |
| 5  | HV | Ngô Hải Yến   | 26 tháng 2, 1993 (26 tuổi)  | 118  | 0   | Wuhan Jianghan University |
| 6  | HV | Hàn Bằng      | 20 tháng 12, 1989 (29 tuổi) | 97   | 4   | Guangdong Huijun          |
| 7  | TV | Vương Sảng    | 23 tháng 1, 1995 (24 tuổi)  | 100  | 26  | Paris Saint-Germain F.C.  |
| 8  | HV | Lý Giả Duệ    | 8 tháng 6, 1990 (28 tuổi)   | 67   | 1   | Shanghai                  |
| 9  | TĐ | Dương Lệ      | 31 tháng 1, 1991 (28 tuổi)  | 63   | 31  | Jiangsu Suning            |
| 10 | TĐ | Lý Ảnh        | 7 tháng 1, 1993 (26 tuổi)   | 111  | 27  | Guangdong Huijun          |
| 11 | TĐ | Vương San San | 27 tháng 1, 1990 (29 tuổi)  | 136  | 46  | Dalian Quanjian           |
| 12 | TM | Bành Thi Mộng | 12 tháng 5, 1998 (21 tuổi)  | 19   | 0   | Jiangsu Suning            |
| 13 | TV | Vương Yên     | 22 tháng 8, 1991 (27 tuổi)  | 31   | 0   | Beijing Phoenix           |
| 14 | HV | Vương Anh     | 18 tháng 11, 1997 (21 tuổi) | 4    | 0   | Wuhan Jianghan University |
| 15 | TĐ | Tống Doãn     | 2 tháng 8, 1995 (23 tuổi)   | 25   | 7   | Dalian Quanjian           |
| 16 | TV | Lý Văn        | 21 tháng 2, 1989 (30 tuổi)  | 33   | 3   | Dalian Quanjian           |
| 17 | TV | Cổ Nhã Sa     | 28 tháng 11, 1990 (28 tuổi) | 121  | 13  | Beijing Phoenix           |
| 18 | TM | Tất Tiểu Lâm  | 18 tháng 9, 1989 (29 tuổi)  | 35   | 0   | Dalian Quanjian           |
| 19 | TV | Đàm Duệ Yên   | 17 tháng 7, 1994 (24 tuổi)  | 53   | 1   | Guangdong Huijun          |
| 20 | TV | Trương Duệ    | 17 tháng 1, 1989 (30 tuổi)  | 149  | 24  | Changchun Zhuoyue         |
| 21 | TV | Diêu Uy       | 1 tháng 9, 1997 (21 tuổi)   | 18   | 3   | Wuhan Jianghan University |
| 22 | HV | Lỗ Quý Bình   | 20 tháng 4, 1993 (26 tuổi)  | 1    | 0   | Guangdong Huijun          |
| 23 | TV | Lưu Yên Khẩu  | 31 tháng 12, 1995 (23 tuổi) | 2    | 0   | Wuhan Jianghan University |

### Kỷ lục

#### Chơi nhiều trận nhất
Tính đến 25 tháng 10 năm 2015
| STT | Tên cầu thủ    | Số trận | Thời gian thi đấu |
| --- | -------------- | ------- | ----------------- |
| 1   | Bồ Uy          | 219     | 1997–2013         |
| 2   | Lý Khiết       | 200     | 1997–2008         |
| 3   | Phạm Vân Khiết | 192     | 1992–2004         |
| 4   | Hàn Doãn       | 188     | 2000–2011         |
| 5   | Triệu Lệ Hồng  | 174     | 1992–2004         |
| 6   | Vương Lệ Bình  | 173     | 1992–2004         |
| 7   | Ôn Lệ Dung     | 170     | 1986–2001         |
| 8   | Lưu Nhã Lệ     | 156     | 2000–2008         |
| 9   | Tôn Văn        | 152     | 1990–2005         |
| 9   | Mã Tiểu Tô     | 152     | 2005–             |
| 10  | Lưu Ái Linh    | 150     | 1987–2000         |

#### Ghi nhiều bàn thắng nhất
Tính đến 25 tháng 10 năm 2015
| STT | Cầu thủ       | Bàn thắng | Số trận | Thời gian thi đấu |
| --- | ------------- | --------- | ------- | ----------------- |
| 1   | Tôn Văn       | 106       | 152     | 1990–2005         |
| 2   | Hàn Doãn      | 101       | 188     | 2000–2011         |
| 3   | Bạch Khiết    | 83        | 139     | 1997–2003         |
| 4   | Lưu Ái Linh   | 80        | 150     | 1987–2000         |
| 5   | Triệu Lệ Hồng | 68        | 174     | 1992–2004         |

## Huấn luyện viên
- Tùng Giả Dư (1984–1988)
- Thương Thụy Hoa (1988–1991)
- Mã Nguyên An (1991–2001)
- Mã Lương Hành (2002–2003)
- Trương Hải Đào (2003–2004)
- Vương Hải Minh (2004–2005)
- Bồi Ân Tài (2005)
- Mã Lương Hành (2005–2006)
- Vương Hải Minh (tạm quyền) (2007)
- Marika Domanski-Lyfors (2007)
- Élisabeth Loisel (2007–2008)
- Thương Thụy Hoa (2008–2010)
- Lý Tiêu Bâng (2011–2012)
- Hách Vĩ (2012–2015)
- Bruno Bini (2015–2017)
- Sigurður Ragnar Eyjólfsson (2017–2018)
- Giả Tú Toàn (2018–)

## Trận đấu
| 8 tháng 4 năm 2021 Vòng loại Olympic | Hàn Quốc            | 1–2                                      | Trung Quốc                                  | Goyang, Hàn Quốc                                                         |  |
| 16:00 UTC+9                          | - Kang Chae-rim 39' | Báo cáo (AFC) Báo cáo (KFA) Báo cáo (SW) | - Trương Hinh 33' - Vương Sương 73' (ph.đ.) | Sân vận động: Goyang Lượng khán giả: 1,091 Trọng tài: Casey Reibelt (Úc) |  |

| 13 tháng 4 năm 2021 Vòng loại Olympic | Trung Quốc              | 2–2 (s.h.p.)                             | Hàn Quốc                             | Tô Châu, Cộng hoà Nhân dân Trung Hoa                                                     |  |
| 16:00 UTC+8                           | - Vương Sương 69', 104' | Báo cáo (AFC) Báo cáo (KFA) Báo cáo (SW) | - Kang Chae-rim 31' - Choe Yu-ri 45' | Sân vận động: Trung tâm Thể thao Olympic Tô Châu Trọng tài: Yoshimi Yamashita (Nhật Bản) |  |

| 21 tháng 7 năm 2021 Olympic | Trung Quốc | 0–5                                 | Brasil                                                          | Rifu, Nhật Bản                                                         |  |
| 17:00 UTC+9                 |            | Báo cáo (Tokyo 2020) Báo cáo (FIFA) | - Marta 9', 74' - Debinha 22' - Alves 82' (ph.đ.) - Beatriz 89' | Sân vận động: Sân vận động Miyagi Trọng tài: Kateryna Monzul (Ukraina) |  |

| 24 tháng 7 năm 2021 Olympic | Trung Quốc                       | 4–4                                 | Zambia                                     | Rifu, Nhật Bản                    |  |
| 17:00 UTC+9                 | Shuang 6', 22', 23', 84' (ph.đ.) | Báo cáo (Tokyo 2020) Báo cáo (FIFA) | Racheal 15' · Barbra 43' (ph.đ.), 46', 69' | Sân vận động: Sân vận động Miyagi |  |

| 27 tháng 7 năm 2021 Olympic | Hà Lan                                                                            | 8–2                                 | Trung Quốc                | Yokohama, Nhật Bản   |  |
| 20:30 UTC+9                 | Shanice 12' · Lineth 37', 45+2' · Lieke 47', 70' · Vivianne 75', 76' · Pelova 72' | Báo cáo (Tokyo 2020) Báo cáo (FIFA) | Shanshan 28' · Yanwen 69' | Sân vận động: Nissan |  |

## Giải đấu

### Giải vô địch bóng đá nữ thế giới
Đội từng giữ kỷ lục giữ sạch lưới nhà 442 phút liên tục tại các trận thuộc giải Vô địch Thế giới cho đến 26 tháng 9 năm 2007 khi kỷ lục này bị Đức phá vỡ nhờ thắng Na Uy 3-0 trong trận bán kết giải vô địch bóng đá nữ thế giới 2007.
| Năm  | Kết quả                  | Trận                     | Thắng                    | Hòa                      | Thua                     | BT                       | BB                       | HS                       |
| ---- | ------------------------ | ------------------------ | ------------------------ | ------------------------ | ------------------------ | ------------------------ | ------------------------ | ------------------------ |
| 1991 | Tứ kết                   | 4                        | 2                        | 1                        | 1                        | 10                       | 4                        | +6                       |
| 1995 | Hạng 4                   | 6                        | 2                        | 2                        | 2                        | 11                       | 10                       | +1                       |
| 1999 | Á quân                   | 6                        | 5                        | 1                        | 0                        | 19                       | 2                        | +17                      |
| 2003 | Tứ kết                   | 4                        | 2                        | 1                        | 1                        | 3                        | 2                        | +1                       |
| 2007 | Tứ kết                   | 4                        | 2                        | 0                        | 2                        | 5                        | 7                        | -2                       |
| 2011 | Không vượt qua vòng loại | Không vượt qua vòng loại | Không vượt qua vòng loại | Không vượt qua vòng loại | Không vượt qua vòng loại | Không vượt qua vòng loại | Không vượt qua vòng loại | Không vượt qua vòng loại |
| 2015 | Tứ kết                   | 5                        | 2                        | 1                        | 2                        | 4                        | 4                        | 0                        |
| 2019 | Vòng 2                   | 4                        | 1                        | 1                        | 2                        | 1                        | 3                        | −2                       |
| 2023 | Vòng 1                   | 3                        | 1                        | 0                        | 2                        | 2                        | 7                        | –5                       |
| Tổng | Á quân                   | 36                       | 17                       | 7                        | 12                       | 55                       | 39                       | +16                      |

### Cúp bóng đá nữ châu Á
| Năm       | Kết quả       | Trận          | Thắng         | Hòa           | Thua          | BT            | BB            | HS            |
| --------- | ------------- | ------------- | ------------- | ------------- | ------------- | ------------- | ------------- | ------------- |
| 1975–1983 | Không tham dự | Không tham dự | Không tham dự | Không tham dự | Không tham dự | Không tham dự | Không tham dự | Không tham dự |
| 1986      | Vô địch       | 4             | 4             | 0             | 0             | 23            | 0             | +23           |
| 1989      | Vô địch       | 5             | 5             | 0             | 0             | 16            | 2             | +14           |
| 1991      | Vô địch       | 5             | 5             | 0             | 0             | 29            | 1             | +28           |
| 1993      | Vô địch       | 5             | 4             | 1             | 0             | 20            | 2             | +18           |
| 1995      | Vô địch       | 5             | 5             | 0             | 0             | 46            | 0             | +46           |
| 1997      | Vô địch       | 5             | 5             | 0             | 0             | 39            | 1             | +38           |
| 1999      | Vô địch       | 6             | 6             | 0             | 0             | 47            | 2             | +45           |
| 2001      | Hạng ba       | 5             | 4             | 0             | 1             | 40            | 3             | +37           |
| 2003      | Á quân        | 5             | 4             | 0             | 1             | 33            | 3             | +30           |
| 2006      | Vô địch       | 5             | 3             | 1             | 1             | 7             | 3             | +4            |
| 2008      | Á quân        | 5             | 3             | 0             | 2             | 10            | 5             | +5            |
| 2010      | Hạng tư       | 5             | 2             | 1             | 2             | 6             | 3             | +3            |
| 2014      | Hạng ba       | 5             | 3             | 1             | 1             | 13            | 3             | +10           |
| 2018      | Hạng ba       | 5             | 4             | 0             | 1             | 19            | 5             | +14           |
| 2022      | Vô địch       | 5             | 4             | 1             | 0             | 16            | 5             | +11           |
| Tổng      | Vô địch       | 75            | 61            | 5             | 9             | 364           | 38            | +326          |

### Thế vận hội Mùa hè
| Năm  | Kết quả                  | Trận                     | Thắng                    | Hòa                      | Thua                     | BT                       | BB                       | HS                       |
| ---- | ------------------------ | ------------------------ | ------------------------ | ------------------------ | ------------------------ | ------------------------ | ------------------------ | ------------------------ |
| 1996 | Á quân                   | 5                        | 3                        | 1                        | 1                        | 11                       | 5                        | +6                       |
| 2000 | Vòng bảng                | 3                        | 1                        | 1                        | 1                        | 5                        | 4                        | +1                       |
| 2004 | Vòng bảng                | 2                        | 0                        | 1                        | 1                        | 1                        | 9                        | -8                       |
| 2008 | Tứ kết                   | 4                        | 2                        | 1                        | 1                        | 5                        | 4                        | +1                       |
| 2012 | Không vượt qua vòng loại | Không vượt qua vòng loại | Không vượt qua vòng loại | Không vượt qua vòng loại | Không vượt qua vòng loại | Không vượt qua vòng loại | Không vượt qua vòng loại | Không vượt qua vòng loại |
| 2016 | Tứ kết                   | 4                        | 1                        | 1                        | 2                        | 2                        | 4                        | -2                       |
| 2020 | Vòng bảng                | 3                        | 0                        | 1                        | 2                        | 6                        | 17                       | -11                      |
| 2024 | Không vượt qua vòng loại | Không vượt qua vòng loại | Không vượt qua vòng loại | Không vượt qua vòng loại | Không vượt qua vòng loại | Không vượt qua vòng loại | Không vượt qua vòng loại | Không vượt qua vòng loại |
| 2028 | Chưa xác định            | Chưa xác định            | Chưa xác định            | Chưa xác định            | Chưa xác định            | Chưa xác định            | Chưa xác định            | Chưa xác định            |
| 2032 | Chưa xác định            | Chưa xác định            | Chưa xác định            | Chưa xác định            | Chưa xác định            | Chưa xác định            | Chưa xác định            | Chưa xác định            |
| Tổng | Á quân                   | 17                       | 6                        | 5                        | 6                        | 28                       | 39                       | -13                      |

### Đại hội Thể thao châu Á
| Năm  | Kết quả | Trận | Thắng | Hòa | Thua | BT  | BB | HS   |
| ---- | ------- | ---- | ----- | --- | ---- | --- | -- | ---- |
| 1990 | Vô địch | 5    | 5     | 0   | 0    | 26  | 0  | +26  |
| 1994 | Vô địch | 4    | 3     | 1   | 0    | 10  | 1  | +9   |
| 1998 | Vô địch | 5    | 5     | 0   | 0    | 28  | 0  | +28  |
| 2002 | Á quân  | 5    | 3     | 2   | 0    | 11  | 3  | +8   |
| 2006 | Hạng 3  | 5    | 3     | 0   | 2    | 22  | 4  | +18  |
| 2010 | Hạng 4  | 5    | 2     | 1   | 2    | 11  | 4  | +7   |
| 2014 | Hạng 5  | 4    | 2     | 1   | 1    | 9   | 1  | +8   |
| 2018 | Á quân  | 6    | 5     | 0   | 1    | 31  | 1  | +30  |
| 2022 | Hạng 3  | 5    | 4     | 0   | 1    | 36  | 4  | +32  |
| 2026 |         |      |       |     |      |     |    |      |
| 2030 |         |      |       |     |      |     |    |      |
| 2034 |         |      |       |     |      |     |    |      |
| Tổng | Vô địch | 44   | 32    | 5   | 7    | 184 | 18 | +166 |

### Cúp bóng đá Đông Á
| Năm  | Kết quả | Trận | Thắng | Hòa | Thua | BT | BB | HS |
| ---- | ------- | ---- | ----- | --- | ---- | -- | -- | -- |
| 2005 | Hạng 4  | 3    | 0     | 1   | 2    | 0  | 3  | -3 |
| 2008 | Hạng 3  | 3    | 1     | 1   | 1    | 3  | 5  | -2 |
| 2010 | Á quân  | 3    | 2     | 0   | 1    | 5  | 3  | +2 |
| 2013 | Hạng 4  | 3    | 1     | 0   | 2    | 2  | 4  | -2 |
| 2015 | Hạng 4  | 3    | 0     | 0   | 3    | 2  | 6  | -4 |
| 2017 | Hạng 3  | 3    | 1     | 0   | 2    | 3  | 4  | –1 |
| 2019 | Hạng 3  | 6    | 4     | 1   | 1    | 19 | 3  | 16 |
| 2021 | -       | -    | -     | -   | -    | -  | -  | -  |
| Tổng | Á quân  | 27   | 12    | 3   | 12   | 44 | 29 | 15 |

### Danh hiệu
- Giải vô địch bóng đá nữ thế giới
  - Á quân (1): 1999
- Thế vận hội Mùa hè
  - Á quân (1): 1996[5][6]
- Cúp Algarve
  - Vô địch (2): 1999, 2002
  - Á quân (2): 1997, 2003
  - Hạng 3 (3): 1996, 2000, 2001
- Cúp bóng đá nữ châu Á
  - Vô địch (9): 1986, 1989, 1991, 1993, 1995, 1997, 1999, 2006, 2022
  - Á quân (2): 2003, 2008
  - Hạng 3 (2): 2001, 2014
- Đại hội Thể thao châu Á
  - Vô địch (3): 1990, 1994, 1998
  - Á quân (1): 2002
  - Hạng 3 (1): 2006
- Cúp bóng đá nữ Đông Á
  - Á quân (1): 2010
  - Hạng 3 (1): 2008

## Đối đầu
Tính đến 25 tháng 2 năm 2018; chỉ tính các trận đấu Hạng A Lưu trữ ngày 12 tháng 7 năm 2014 tại Wayback Machine của FIFA.
| Quốc gia          | Lần đầu | Trận | T  | H  | B  | BT | BB | HS  |
| ----------------- | ------- | ---- | -- | -- | -- | -- | -- | --- |
| Argentina         | 2007    | 5    | 3  | 1  | 1  | 9  | 1  | +8  |
| Úc                | 1988    | 40   | 19 | 11 | 10 | 70 | 40 | +30 |
| Brasil            | 1986    | 10   | 1  | 4  | 5  | 7  | 20 | -13 |
| Cameroon          | 2015    | 1    | 1  | 0  | 0  | 1  | 0  | +1  |
| Canada            | 1987    | 28   | 14 | 5  | 9  | 50 | 28 | +22 |
| Chile             | 2009    | 2    | 1  | 0  | 1  | 2  | 1  | +1  |
| Đài Bắc Trung Hoa | 1989    | 14   | 14 | 0  | 0  | 45 | 0  | +45 |
| Costa Rica        | 2016    | 2    | 1  | 1  | 0  | 3  | 2  | +1  |
| Croatia           | 2017    | 2    | 2  | 0  | 0  | 4  | 1  | +3  |
| Cộng hòa Séc      | 2004    | 1    | 1  | 0  | 0  | 1  | 0  | +1  |
| Đan Mạch          | 1991    | 16   | 10 | 4  | 3  | 32 | 13 | +19 |
| Anh               | 2005    | 5    | 3  | 1  | 1  | 6  | 3  | +3  |
| Phần Lan          | 1989    | 15   | 12 | 2  | 1  | 41 | 7  | +34 |
| Pháp              | 1990    | 10   | 4  | 3  | 3  | 11 | 10 | +1  |
| Đức               | 1991    | 30   | 8  | 6  | 16 | 30 | 55 | -25 |
| Ghana             | 1999    | 4    | 4  | 0  | 0  | 12 | 2  | +10 |
| Guam              | 1999    | 2    | 2  | 0  | 0  | 24 | 0  | +24 |
| Guatemala         | 2000    | 1    | 1  | 0  | 0  | 14 | 0  | +14 |
| Hồng Kông         | 1989    | 8    | 8  | 0  | 0  | 67 | 0  | +67 |
| Hungary           | 2007    | 1    | 1  | 0  | 0  | 4  | 0  | +4  |
| Iceland           | 2007    | 7    | 2  | 1  | 5  | 8  | 13 | -5  |
| Ấn Độ             | 1998    | 2    | 2  | 0  | 0  | 28 | 0  | +28 |
| Indonesia         | 1986    | 1    | 1  | 0  | 0  | 9  | 0  | +9  |
| Ý                 | 1986    | 7    | 2  | 2  | 3  | 6  | 8  | -2  |
| Bờ Biển Ngà       | 1988    | 1    | 1  | 0  | 0  | 8  | 1  | +7  |
| Nhật Bản          | 1986    | 34   | 16 | 6  | 12 | 50 | 29 | +21 |
| Jordan            | 2006    | 3    | 3  | 0  | 0  | 27 | 1  | +26 |
| Kazakhstan        | 1995    | 2    | 2  | 0  | 0  | 16 | 0  | +16 |
| CHDCND Triều Tiên | 1989    | 33   | 10 | 8  | 15 | 33 | 34 | -1  |
| Hàn Quốc          | 1990    | 38   | 27 | 5  | 6  | 98 | 25 | +73 |
| Malaysia          | 1986    | 2    | 2  | 0  | 0  | 17 | 0  | +17 |
| México            | 2000    | 10   | 7  | 3  | 0  | 14 | 2  | +12 |
| Myanmar           | 2004    | 3    | 3  | 0  | 0  | 19 | 0  | +19 |
| Hà Lan            | 1988    | 12   | 6  | 4  | 2  | 15 | 10 | +5  |
| New Zealand       | 1991    | 17   | 13 | 1  | 3  | 42 | 12 | +30 |
| Nigeria           | 2000    | 5    | 3  | 1  | 1  | 11 | 7  | +4  |
| Na Uy             | 1987    | 26   | 9  | 3  | 14 | 29 | 35 | -6  |
| Philippines       | 1995    | 3    | 3  | 0  | 0  | 47 | 0  | +47 |
| Bồ Đào Nha        | 1996    | 6    | 4  | 2  | 0  | 17 | 4  | +13 |
| România           | 1991    | 1    | 1  | 0  | 0  | 3  | 1  | +2  |
| Nga               | 1991    | 12   | 9  | 2  | 1  | 17 | 6  | +11 |
| Scotland          | 2003    | 2    | 2  | 0  | 0  | 4  | 0  | +4  |
| Serbia            | 1989    | 1    | 1  | 0  | 0  | 6  | 1  | +5  |
| Nam Phi           | 2003    | 4    | 4  | 0  | 0  | 28 | 0  | +28 |
| Tây Ban Nha       | 2015    | 2    | 0  | 0  | 2  | 2  | 5  | -3  |
| Thụy Điển         | 1987    | 26   | 7  | 9  | 10 | 24 | 33 | -9  |
| Thụy Sĩ           | 2009    | 1    | 1  | 0  | 0  | 2  | 0  | +2  |
| Thái Lan          | 1989    | 11   | 10 | 1  | 0  | 51 | 5  | +46 |
| Hoa Kỳ            | 1986    | 56   | 9  | 13 | 34 | 36 | 96 | -60 |
| Ukraina           | 1997    | 1    | 1  | 0  | 0  | 5  | 0  | +5  |
| Uzbekistan        | 1997    | 3    | 3  | 0  | 0  | 30 | 0  | +30 |
| Việt Nam          | 2002    | 12   | 12 | 0  | 0  | 46 | 2  | +34 |
| Wales             | 2011    | 1    | 1  | 0  | 0  | 2  | 1  | +1  |
| Zimbabwe          | 2011    | 1    | 1  | 0  | 0  | 3  | 0  | +3  |